# Mere lapsed
Mere lapsed – utwór estońskiego wokalisty Koita Toome'a, napisany przez Peetera Pruuliego, Marię i Tomiego Rahulę, nagrany i wydany w 1998 roku.
W 1998 roku utwór reprezentował Estonię podczas finału 43. Konkursu Piosenki Eurowizji. Podczas koncertu finałowego, który odbył się 9 maja w National Indoor Arena w Birmingham, utwór został zaprezentowany jako dwudziesty trzeci w kolejności i ostatecznie zdobył 36 punktów, plasując się na 12. miejscu finałowej klasyfikacji. Dyrygentem orkiestry podczas występu wokalisty był Heiki Vahar. Na scenie towarzyszyli artyście gitarzyści: Mikko Maltis i Ain Varts oraz perkusista Jüri Mazurtšak.
Oprócz estońskojęzycznej wersji singla, wokalista nagrał także utwór w języku angielskim („Children of the Sea”).